# کبوتر میوه‌خوار سینه‌سفید
کبوتر میوه‌خوار سینه‌سفید (نام علمی: Ptilinopus rivoli) گونه‌ای از پرندگان خانواده کبوتران است.
این گونه را می‌توان در جزایر ملک، گینه نو و مجمع‌الجزایر بیسمارک یافت. همچنین در بسیاری از جزایر هم‌مرز با گینه نو وجود دارد. از جمله در مولوکاس، جزایر آرو یافت می‌شود.
جزایری که در آنها کبوتر میوه‌خوار سینه‌سفید نسبتاً رایج است عبارتند از بورو، سرام و کارکار.
زیستگاه‌های طبیعی آن جنگل‌های جلگه‌ای نمناک نیمه‌گرمسیری یا گرمسیری و جنگل‌های کوهستانی نمناک نیمه‌گرمسیری یا گرمسیری است. این عمدتاً در جنگل‌های کوهستانی اولیه یافت می‌شود، اما در جنگل‌های ثانویه با تراکم کمتر نیز زندگی می‌کند.